# Pkill
pkill és una utilitat de la línia d'ordres que va ser inicialment escrita per ser utilitzada a Solaris. Des d'aleshores s'ha tornat a implementar en GNU/Linux i OpenBSD. Com amb les comandes killall i kill, pkill s'utilitza per a enviar un senyal a processos. La comanda pkill permet, però, utilitzar expressions regulars.

## Exemples
Matar el procés acroread més recent:
```
$ pkill -n acroread
```